# Битка при Найсус (269)
Битката при Найсус (на латински: Proelium ad Naissum, Pugna ad Naissum) се състои през лятото на 269 г. близо до Найсус, днешен Ниш в Сърбия. Битката се провежда между войски на Римската империя и херулите от една страна и готите от друга и завършва с римска победа.

## Предистория
От 238 година Римската империя е непрекъснато нападана от готите, които опустошават големи части от Балканския полуостров. През юни 251 г. император Деций и синът му са убити в битката при Абритус, след като готският крал Книва ги привлича в блатистите места. Следващите императори успяват да стабилизират до известна степен ситуацията, но скоро идва нашествие с непознати дотогава размери.
През 267 г. тръгват готски войски, придружени от племето на херулите, от северния бряг на Азовско море с 2000 кораба и 320 000 мъже в посока към Егейско море. Пристигнали там, те посещават множество места в Егейската област, между другото Крит, Родос и Кипър. По време на обсадата на Атина се отличава историкът Дексип, който събира гражданска милиция и спира инвазията.
Император Галиен успява през пролетта на 268 г. да нанесе загуба на готите и херулите по техния път към Македония на река Нестос. Поради измяна на неговия генерал Авреол, който е отговорен за сигурността на Горна Италия, Галиен е извикан в Италия, където през същата година става жертва на атентат от неговите илирийски офицери.

## Ход на битката
Новият император Клавдий II тръгва веднага на поход против чуждите войски на Балканския полуостров и близо до Найсус влиза в сражение с армия от около 50 000 души. Още преди да започне сражението херулите преминават към Клавдий. Той постига пълна победа. Между 30 000 и 50 000 готи остават на бойното поле.
Тази победа дава възможност на римляните, да нападнат и унищожат останалите на Балканския полуостров готи.